# Die Kandidaat
Pour plus de détails, voir Fiche technique et Distribution.
Die Kandidaat (Le candidat en français) est un film sud-africain de langue principalement afrikaans, réalisé par Jans Rautenbach et sorti en 1968. 

## Genre
Le film est une introspection et une remise en cause de la mentalité et des valeurs des Afrikaners à l'époque contemporaine de l'apartheid.

## Descriptif
Le film se déroule essentiellement dans une seule pièce (celle du conseil d'administration de la fondation) décorée de divers artefacts (peintures et bustes) d'anciens dirigeants afrikaners, semblant porter leur ombre tutélaire sur les débats. 
La Fondation Adriaan Delport, dans le film, peut-être considérée comme une métaphore à la fois de l'Akademie vir Wetenskap en Kuns (Académie sud-africaine des sciences et des arts), de la Fédération des organisations culturelles afrikaans, une organisation afrikaner engagée dans la promotion des intérêts des Afrikaners et de l'Afrikaner Broederbond.

## Fiche technique
- Film en couleur
- Film en langue afrikaans
- Réalisation : Jans Rautenbach
- Scénario : Emil Nofal, Jans Rautenbach
- Photo : Vincent G. Cox
- Montage : Peter Henkel
- Musique : Roy Martin
- Lieux du tournage : Johannesburg
- Durée : 161 minutes
- Origine :  Afrique du Sud
- Sortie en Afrique du Sud: 1968

## Distribution
- Bernadette Da Silva : Jackie Smith
- Hermien Dommisse : Anna Volschenk
- Marie Du Toit : Paula Neethling
- Roelf Jacobs : Jan Le Roux
- Don Leonard : Krisjan
- Jacques Loots : Révérend Peroldt
- Cobus Rossouw : Anton du Toit, l'écrivain libéral
- Gert van den Bergh : Lourens Niemandt, le président du conseil d'administration
- Regardt van den Bergh : Kallie

## Synopsis
Le conseil d'administration de la Fondation Adriaan Delport se réunit pour élire son nouveau directeur. Un candidat, Jan Le Roux, postule à la fonction. Son entretien d'embauche, mené par un groupe de 9 personnes conservatrices représentants diverses classes sociales de la société afrikaner (notamment un professeur, un représentant de l'église réformée hollandaise, un bureaucrate, un camionneur, une représentante de la nouvelle bourgeoisie urbaine), devrait être une formalité. Le processus de sélection s'attarde notamment sur tout le parcours du candidat. Anton du Toit, un jeune écrivain libéral, surprend en posant toutes sortes de questions inattendues et d'ordre personnelles, notamment sur les relations amoureuses du candidat. Si celui-ci est apprécié pour avoir travaillé pour une association œuvrant à réinsérer de jeunes délinquants, le fait qu'il soit fiancé à une catholique anglophone interroge les autres participants sur sa qualité à pouvoir légitimement diriger une fondation afrikaner.   
La réunion finit par digresser pour savoir ce qu'est un Afrikaner (les coloureds en sont-ils ?) et quel membre du conseil possède les qualités requises de l’authentique Afrikaner.

## Anecdotes
Il s'agit du dernier film du comédien sud-africain Gert Van den Bergh, mort d'une crise cardiaque le 16 février 1968, avant la sortie du film. 
Bien que remettant en cause les valeurs morales sur lesquelles reposent le nationalisme afrikaner et indirectement l'apartheid, le film a échappé à la censure du South African Publications Control Board et été diffusé en Afrique du Sud mais les 52 secondes évoquant les conditions d’application du terme afrikaner lorsque l’on n’est pas blanc ont été coupés au montage.